# Marianne Eliason
Marianne Eliason, född 1944, är en svensk jurist.
Marianne Eliason blev jur.kand. vid Lunds universitet 1969 och började som fiskal i Svea hovrätt 1973. Hon var sakkunnig i Statsrådsberedningen 1975–1983 och sekreterare i 1983 års rösträttskommitté 1983–1984. Hon blev assessor i Svea hovrätt 1980, rättssakkunnig i Justitiedepartementet 1984, kansliråd 1986 och departementsråd 1988, samt rättschef i Kulturdepartementet 1991 och expeditionschef 1995. Eliason utnämndes av regeringen den 22 augusti 1996 till regeringsråd. Hon var regeringsråd (från 2011, då Regeringsrätten bytte namn till Högsta förvaltningsdomstolen, med titeln justitieråd) fram till sin pensionering 2011.
Hon blev ledamot i Finansinspektionens styrelse 2016. Hon har också haft ett flertal uppdrag i statliga utredningar, till exempel som ordförande i kommittén om insyn i finansiering av partier.
2005 promoverades hon till hedersdoktor vid juridiska fakulteten i Lund.